# Pepperell
Pepperell és una població dels Estats Units a l'estat de Massachusetts. Segons el cens del 2007 tenia 11.409 habitants.

## Demografia
Segons el cens del 2000, Pepperell tenia 11.142 habitants, 3.847 habitatges, i 3.016 famílies. La densitat de població era de 190,7 habitants/km².
Dels 3.847 habitatges en un 44,2% hi vivien nens de menys de 18 anys, en un 65,5% hi vivien parelles casades, en un 9,6% dones solteres, i en un 21,6% no eren unitats familiars. En el 17,4% dels habitatges hi vivien persones soles el 6% de les quals corresponia a persones de 65 anys o més que vivien soles. El nombre mitjà de persones vivint en cada habitatge era de 2,89 i el nombre mitjà de persones que vivien en cada família era de 3,29.
Per edats la població es repartia de la següent manera: un 30,6% tenia menys de 18 anys, un 6,1% entre 18 i 24, un 33% entre 25 i 44, un 22,7% de 45 a 60 i un 7,5% 65 anys o més.
L'edat mediana era de 35 anys. Per cada 100 dones de 18 o més anys hi havia 93,6 homes.
La renda mediana per habitatge era de 65.163 $ i la renda mediana per família de 73.967$. Els homes tenien una renda mediana de 49.625 $ mentre que les dones 34.983$. La renda per capita de la població era de 25.722$. Entorn del 2% de les famílies i el 3,7% de la població estaven per davall del llindar de pobresa.